# Blažo Jovanović
Blažo Jovanović (crnogorski: Блажо Јовановић; 1907. – 1976.) bio je crnogorski političar i državnik u Drugoj Jugoslaviji, od 1945. do 1962. faktički najutjecajniji političar u Crnoj Gori.
Diplomirao pravo u Zagrebu, gdje potom radi u Sreskom sudu, kao zapisničar. Od 1934. jedno vrijeme u Okružnom sudu u Podgorici a potom je odvjetnik.
Član tada ilegalne KPJ.
U razdoblju 1934. do 1936. tajnik Pokrajinskog komiteta KPJ za Crnu Goru, Boku, Sandžak i Kosovo i Metohiju i član Centralnog komiteta SKOJ-a. Povremeno pisao komentare za oporbeni crnogorski tisak.
Jedan od organizatora protesta protiv velikosrpske represije lipnja 1936. kada se kod Cetinja okupilo oko 2.000 ljudi i kada je došlo do sukoba s vojskom i žandarmerijom u kojem je više ljudi poginulo i ranjeno.
Izabran 1940. za člana Centralnog komiteta KPJ. 
Jovanović je bio u najužem rukovodstvu organizatora ustanka crnogorskoga naroda 13. srpnja 1941. protiv talijanske okupacije, a potom, tijekom NOB-a, jedan od najznačajnijih dužnosnika.
U travnu 1945. Blažo Jovanović je postao prvi predsjednik Vlade Narodne Republike Crne Gore i na toj dužnosti ostao je do 1953. godine. 
Od 1953. do 1962. bio predsjednik Narodne skupštine NR Crne Gore, potom od 1963. do 1975. bio predsjednik Ustavnoga suda SFRJ. 
Ordenom narodnog heroja odlikovan je 1953.